# Liste des parcs et jardins de Tours

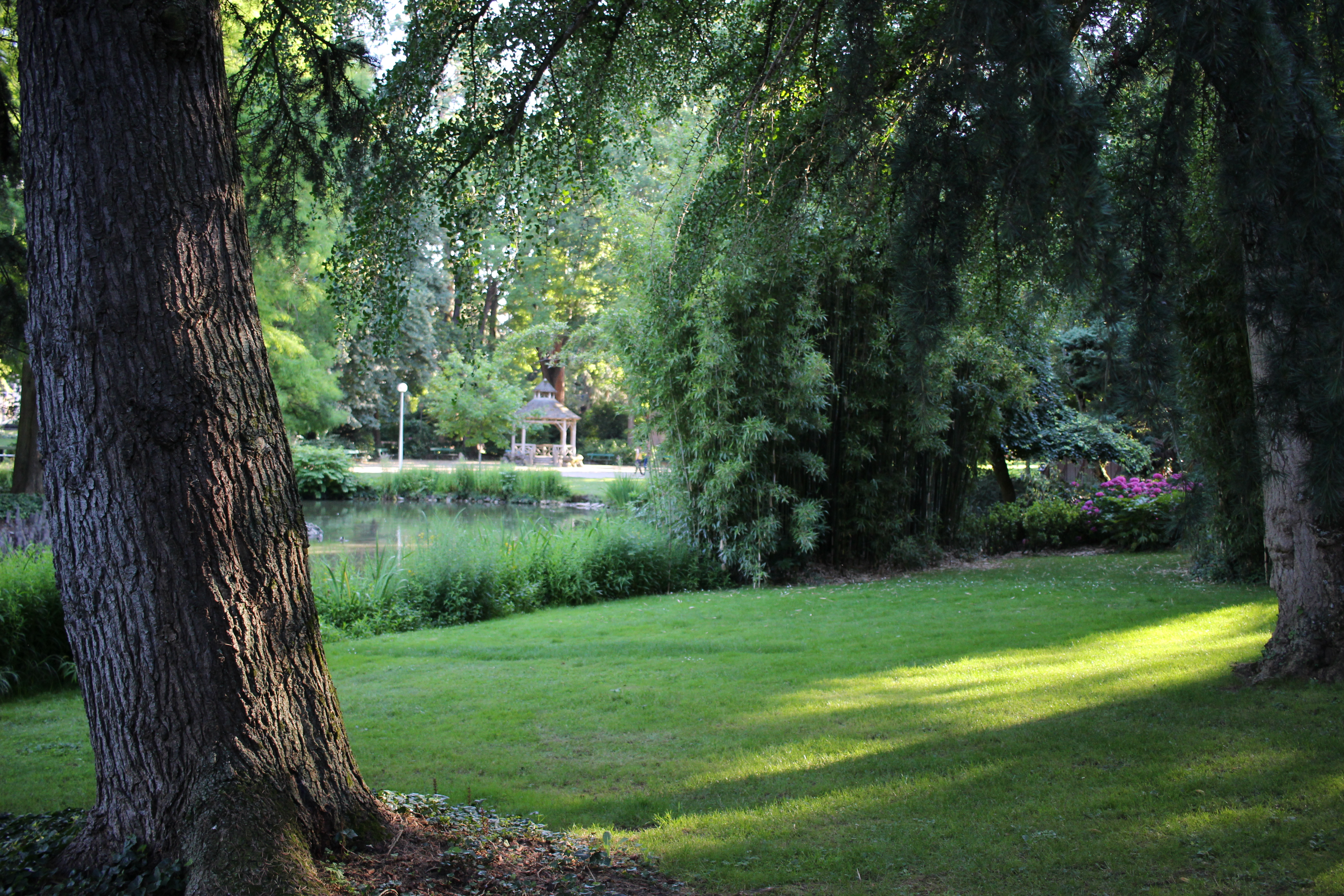
Une vue du Jardin des Prébendes d'Oé, à Tours.

Cette page liste les différents parcs et jardins de la ville de Tours, en France, ou se trouvant à sa proximité. Soit plus de 120 espaces verts pour toute la métropole.

## Jardins
- Jardin des Prébendes d'Oé ;
- Jardin René Boylesve ;
- Jardin botanique ;
- Jardin Beaujardin ;
- Jardin de la Préfecture ;
- Jardin François Sicard ;
- Jardin du Musée des Beaux-Arts ;
- Jardin Mirabeau ;
- Jardin des Vikings ;
- Jardin Loiseau d'Entraigues ;
- Jardin Chateaubriand ;
- Jardin Colbert La Source ;
- Jardin d'Aumont ;
- Jardin de Beaune-Semblançay ;
- Jardin de la Grosse Tour ;
- Jardin Henry de Ségogne ;
- Jardin des Ursulines ;
- Jardin Léon Boyer (aussi dénommé jardin Proudhon) ;
- Jardin Saint-Exupéry ;
- Jardin du Petit Saint Martin ;
- Jardin François Premier ;
- Jardin Gabrielli ;
- Jardin Guillaume Bouzignac ;
- Jardin Ockeghem ;
- Jardin David d'Angers ;
- Jardin Antoine Bourdelle ;
- Jardin Honoré Daumier ;
- Jardin Jean-Antoine Houdon ;
- Jardin Jean Messire ;
- Jardin Meffre ;
- Jardin Gambetta ;
- Jardin Saint Pierre Le Pueiller ;
- Jardin Velpeau ;
- Jardin Charles de Gaulle ;
- Jardin d’Estarreja  (aussi dénommé jardin René Laënnec) ;
- Jardin Veronese ;
- Jardin de la Grenouillère ;
- Jardin Saint-Julien ;
- Jardin du Carroi aux herbes ;
- Jardin Jean Duval ;
- Jardin-verger Robert Picou ;
- Jardin du Carroi Louise Labbé ;
- Jardin du Carroi Saint-Martin ;
- Jardin du Placis Michel Connaud ;
- Jardin cour Édouard André ;
- Jardin du Vert Galand ;
- Jardin de la Cour des Chanoines ;
- Jardin André Theuriet ;
- Jardin de l’Alouette (ou de Montjoyeux) ;
- Jardin Victor Hugo ;
- Jardin de la Moisanderie ;
- Jardin des Rives.

## Parcs et Lacs
- Parc Remarquable du Domaine Royal de Château Gaillard ;
- Parc du manoir de Beaulieu ;
- Parc et lac des Bretonnières ;
- Lac des Peupleraies ;
- Parc de Mazières ;
- Parc de la Rabière ;
- Parc de Sainte-Radegonde ;
- Parc du lac de la Bergeonnerie ;
- Parc Honoré de Balzac ;
- Parc Île Simon ;
- Parc Île Aucard ;
- Parc de la plaine de la Gloriette ;
- Parc de la Cousinerie ;
- Parc des Grandes Brosses ;
- Parc de la Perraudière ;
- Parc de la Tour ;
- Parc du Colonel Driant ;
- Parc Guillaume Apollinaire ;
- Parc Jacques-Louis Blot ;
- Parc du Plessis ;
- Parc du Prieuré de Saint-Cosme ;
- Parc Saint-Cosme-et-Saint-Damien ;
- Parc Joachim du Bellay ;
- Étangs dits de Narbonne.
- Parc de l’Île de la Métaierie

## Squares
- Square Salancy (Quartier Velpeau) ;
- Square Philippe de Commynes ;
- Square Febvotte
- Square Eugène Flandrin ;
- Square Mado Robin ;
- Square Prosper Mérimée ;
- Square Sourdillon ;
- Square Rodin ;
- Square François Millet ;
- Square du Président Coty ;
- Square Suzanne Valadon ;
- Square Mantegna ;
- Square Nicolas Frumeaud (aussi dénommé square Éléphant Fritz) ;
- Square Rabelais ;
- Square Pasteur (aussi dénommé square du 4 septembre 1870) ;
- Square Marcel Pagnol (aussi dénommé square Louis Niqueux) ;
- Square Jacques Prévert (aussi dénommé square Étienne Martineau) ;
- Square du Plessis ;
- Square Mendelssohn ;
- Square Europe-Beffroi (aussi dénommé square Bonaparte) ;
- Square George Sand ;
- Square Lamartine (aussi dénommé square Louis Desmoulins) ;
- Square Jo Davidson ;
- Square Adolphe Adam ;
- Square Jean-Louis Forain ;
- Square Jean-Baptiste Greuze
- Square Bellini ;
- Square Verdi ;
- Square Johann Strauss ;
- Square Anne de Bretagne ;
- Square Cheverny ;
- Square Charles V ;
- Square Châteauneuf ;
- Square Général-Leclerc ;
- Square Saint-Paul ;
- Square Chaumont ;
- Square Louis Miraut ;
- Square de la Gaudinière ;
- Square Jean Duval ;
- Square des États-Unis ;
- Square Merlusine ;
- Square Maryse Bastié ;
- Square du Commandant Pougnon ;
- Square Anne Frank ;
- Carré de la Cité Mame;
- Square André Le Nôtre (quartier de Montjoyeux)

## Bois et forêts
- Bois des Hâtes ;
- Bois des Douets ;
- Bois de Mazières ;
- Forêt de Larçay ;
- Bois de Chambray ;
- Bois de Grandmont ;
- Forêt et domaine de la Charpraie.